# Granit Meslois
Granit Meslois, född 3 april 2016, är en fransk varmblodig travhäst som tränas av Pierre Belloche och rids av Victor Saussaye.
Han började tävla 2019 och inledde karriären med en galopp för att sedan ta sin första seger i sextonde starten. Han har hittills under sin karriär sprungit in 513 330 euro på 84 starter varav 10 segrar, 13 andraplatser och 9 tredjeplatser. Karriärens hittills största segrar har kommit i Prix Paul Buquet (2023).
Han har även segrat i Prix Alfred Lefevre (2023), Prix Georges Dreux (2023), Prix de l'ile d'Oleron (2023) och har även kommit på andraplats i Prix Roger Ledoyen (2023), Prix Jacques Andrieu (2023) samt på tredjeplats i Prix de Londres (2023) och Prix Yvonnick Bodin (2023).

## Statistik
| Statistik för Granit Meslois (Ref.) | Statistik för Granit Meslois (Ref.) | Statistik för Granit Meslois (Ref.) | Statistik för Granit Meslois (Ref.) | Statistik för Granit Meslois (Ref.) | Statistik för Granit Meslois (Ref.) |
| ----------------------------------- | ----------------------------------- | ----------------------------------- | ----------------------------------- | ----------------------------------- | ----------------------------------- |
| Starter                             | Placeringar                         | Startprissumma                      | Segerprocent                        | Platsprocent                        | Rekord                              |
| 84                                  | 10-13-9                             | 513 330 euro                        | 12 %                                | 38 %                                | 1.11,9ak,                           |

### Större segrar
| År   | Lopp                   | Kusk            | Vinstbelopp | Grupp   |
| ---- | ---------------------- | --------------- | ----------- | ------- |
| 2023 | Prix Alfred Lefevre    | Victor Saussaye | 40 500 EUR  | Grupp 3 |
| 2023 | Prix Georges Dreux     | Victor Saussaye | 40 500 EUR  | Grupp 3 |
| 2023 | Prix de l'ile d'Oleron | Victor Saussaye | 40 500 EUR  | Grupp 3 |
| 2023 | Prix Paul Buquet       | Victor Saussaye | 54 000 EUR  | Grupp 2 |